# 小行星2725
小行星2725（2725 David Bender）是一颗绕太阳运转的小行星，为主小行星带小行星。该小行星于1978年11月7日发现。
該小行星以美國天文學家大衛·F·班德（David F. Bender）命名。

## 轨道参数
小行星2725的轨道半长轴为3.0367777 UA，离心率为0.149。